# 2008–2009-es férfi EHF-kupa
A 2008–2009-es férfi EHF-kupa az európai férfi kézilabda-klubcsapatok második legrangosabb tornájának 28. kiírása. Ide azok a csapatok jutottak be, amelyek hazájuk bajnokságában a második helyén, vagy amelyek az EHF-bajnokok ligája csoportkörének harmadik helyén végeztek.

## Lebonyolítás
A sorozat hét körből áll, a döntővel együtt. Az első körtől kezdődően a döntőig oda-visszavágós alapon zajlanak a küzdelmek.

## Első kör

### Eredmények
| 1. csapat              | Össz. | 2. csapat      | 1. mérk. | 2. mérk. |
| ---------------------- | ----- | -------------- | -------- | -------- |
| HV KRAS/Volendam       | 78–55 | SHK DIU-Shumen | 37–29    | 41–26    |
| HC Lovcen - Cetinje    | 67–54 | HC Neistin     | 35–21    | 32–33    |
| Maccabi Rishon Le Zion | 20–0  | H/C "Tbilisi"  | 10–0     | 10–0     |

| 2008. szeptember 13. 16:00 | HV KRAS/Volendam | 37 – 29     | SHK DIU-Shumen | Volendam Nézőszám: 200 Játékvezetők: Malasinskas, Gecevicius (litvánok) |
| 2008. szeptember 13. 16:00 | Schagen 7        | (18 – 17)   | Semerdzhiev 12 | Volendam Nézőszám: 200 Játékvezetők: Malasinskas, Gecevicius (litvánok) |
| 2008. szeptember 13. 16:00 | 1× 2×            | Jegyzőkönyv | 3× 1×          | Volendam Nézőszám: 200 Játékvezetők: Malasinskas, Gecevicius (litvánok) |

| 2008. szeptember 14. 16:00 | SHK DIU-Shumen | 26 – 41     | HV KRAS/Volendam | Volendam Nézőszám: 300 Játékvezetők: Malasinskas, Gecevicius (litvánok) |
| 2008. szeptember 14. 16:00 | Stefanov 7     | (15 – 19)   | Schagen 11       | Volendam Nézőszám: 300 Játékvezetők: Malasinskas, Gecevicius (litvánok) |
| 2008. szeptember 14. 16:00 | 1× 3×          | Jegyzőkönyv | 1× 3×            | Volendam Nézőszám: 300 Játékvezetők: Malasinskas, Gecevicius (litvánok) |

| 2008. szeptember 6. 18:00 | HC Lovcen - Cetinje | 35 – 21     | HC Neistin | Cetinje Nézőszám: 1200 Játékvezetők: Ersan, Akman (törökök) |
| 2008. szeptember 6. 18:00 | Marković 8          | (20 – 10)   | Olsen 5    | Cetinje Nézőszám: 1200 Játékvezetők: Ersan, Akman (törökök) |
| 2008. szeptember 6. 18:00 | 4× 3×               | Jegyzőkönyv | 2× 3×      | Cetinje Nézőszám: 1200 Játékvezetők: Ersan, Akman (törökök) |

| 2008. szeptember 13. 19:00 | HC Neistin | 33 – 32     | HC Lovcen - Cetinje | Tórshavn Nézőszám: 1200 Játékvezetők: Van de Beek, Egberts (hollandok) |
| 2008. szeptember 13. 19:00 | Buhva 7    | (14 – 19)   | Marković 6          | Tórshavn Nézőszám: 1200 Játékvezetők: Van de Beek, Egberts (hollandok) |
| 2008. szeptember 13. 19:00 | 3× 2×      | Jegyzőkönyv | 8× 2×               | Tórshavn Nézőszám: 1200 Játékvezetők: Van de Beek, Egberts (hollandok) |

| 2008. augusztus 12. 00:00 | Maccabi Rishon Le Zion | 10 – 0 | H/C "Tbilisi" | - Nézőszám: - Játékvezetők: - |
| 2008. augusztus 12. 00:00 | (0 – 0)                |        |               | - Nézőszám: - Játékvezetők: - |
| 2008. augusztus 12. 00:00 | Jegyzőkönyv            |        |               | - Nézőszám: - Játékvezetők: - |

| 2008. augusztus 12. 12:00 | H/C "Tbilisi" | 0 – 10 | Maccabi Rishon Le Zion | - Nézőszám: - Játékvezetők: - |
| 2008. augusztus 12. 12:00 | (0 – 0)       |        |                        | - Nézőszám: - Játékvezetők: - |
| 2008. augusztus 12. 12:00 | Jegyzőkönyv   |        |                        | - Nézőszám: - Játékvezetők: - |

## Második kör

### Eredmények
| 1. csapat               | Össz. | 2. csapat                   | 1. mérk. | 2. mérk. |
| ----------------------- | ----- | --------------------------- | -------- | -------- |
| Cyprus College          | 50–57 | Aon Fivers                  | 26–27    | 24–30    |
| Omni SV Hellas          | 45–65 | Fram                        | 23–32    | 22–33    |
| HB Dudelange            | 51–54 | Milli Piyango SK            | 28–27    | 23–27    |
| KV Sasja HC             | 43–55 | Maccabi Rishon Le Zion      | 20–22    | 23–33    |
| HC Berane               | 58–63 | OS Belenenses               | 36–32    | 22–31    |
| SKA Minsk               | 51–57 | HC Meshkov Brest            | 23–25    | 28–23    |
| G.A.S. Handball Kilkis  | 34–62 | H.C. "Kolubara"-Lazarevac   | 23–33    | 11–29    |
| HRK Izvidac             | 52–55 | ASK-AB.LV Riga              | 23–31    | 29–24    |
| Izmir BSB SK            | 55–65 | Elverum Handball            | 28–30    | 27–35    |
| IK Sävehof              | 59–62 | A.S.D. Pallamano Conversano | 36–30    | 23–32    |
| HV KRAS/Volendam        | 49–55 | Pölva Serviti               | 27–26    | 22–29    |
| HC "Lokomotiv MB" Varna | 47–45 | Italgest Casarano           | 24–27    | 23–18    |
| HC Portovik Yuzhny      | 64–45 | Intercollege                | 38–22    | 26–23    |
| HC Lovcen - Cetinje     | 51–50 | Sport Lisboa e Benfica      | 28–26    | 23–24    |
| Hapoel Rishon Le Zion   | 55–61 | HC Kehra                    | 31–31    | 24–30    |
| RK Nexe                 | 69–54 | KH Prishtina                | 34–24    | 35–30    |

| 2008. október 11. 20:00 | Cyprus College | 26 – 27     | Aon Fivers | Nicosia Nézőszám: 300 Játékvezetők: Pavičević, Raznatović (montenegróiak) |
| 2008. október 11. 20:00 | Markides 6     | (12 – 14)   | Kolar 5    | Nicosia Nézőszám: 300 Játékvezetők: Pavičević, Raznatović (montenegróiak) |
| 2008. október 11. 20:00 | 4× 3×          | Jegyzőkönyv | 5× 3×      | Nicosia Nézőszám: 300 Játékvezetők: Pavičević, Raznatović (montenegróiak) |

| 2008. október 18. 19:30 | Aon Fivers | 30 – 24     | Cyprus College          | Bécs Nézőszám: 600 Játékvezetők: San Jose, Murcia (spanyolok) |
| 2008. október 18. 19:30 | Kienzer 7  | (15 – 10)   | Markides, Sophocleous 4 | Bécs Nézőszám: 600 Játékvezetők: San Jose, Murcia (spanyolok) |
| 2008. október 18. 19:30 | 5× 3×      | Jegyzőkönyv | 3× 3×                   | Bécs Nézőszám: 600 Játékvezetők: San Jose, Murcia (spanyolok) |

| 2008. október 11. 20:30 | Omni SV Hellas    | 23 – 32     | Fram      | Hagne Nézőszám: 500 Játékvezetők: Brkić, Jusufhodzć (osztrákok) |
| 2008. október 11. 20:30 | Kersten, Lommen 5 | (8 – 17)    | Karason 9 | Hagne Nézőszám: 500 Játékvezetők: Brkić, Jusufhodzć (osztrákok) |
| 2008. október 11. 20:30 | 3× 3× 1×          | Jegyzőkönyv | 5× 2×     | Hagne Nézőszám: 500 Játékvezetők: Brkić, Jusufhodzć (osztrákok) |

| 2008. október 19. 20:00 | Fram      | 33 – 22     | Omni SV Hellas | Reykjavík Nézőszám: 250 Játékvezetők: Evers, Kums (belgák) |
| 2008. október 19. 20:00 | Karason 8 | (14 – 12)   | Lommen 6       | Reykjavík Nézőszám: 250 Játékvezetők: Evers, Kums (belgák) |
| 2008. október 19. 20:00 | 4× 3×     | Jegyzőkönyv | 2× 3×          | Reykjavík Nézőszám: 250 Játékvezetők: Evers, Kums (belgák) |

| 2008. október 11. 20:00 | HB Dudelange | 28 – 27     | Milli Piyango SK | Dudelange Nézőszám: 300 Játékvezetők: Scevola, Alperan (olaszok) |
| 2008. október 11. 20:00 | Poeckes 10   | (17 – 18)   | Djurić 8         | Dudelange Nézőszám: 300 Játékvezetők: Scevola, Alperan (olaszok) |
| 2008. október 11. 20:00 | 4× 3×        | Jegyzőkönyv | 7× 3×            | Dudelange Nézőszám: 300 Játékvezetők: Scevola, Alperan (olaszok) |

| 2008. október 18. 19:30 | Milli Piyango SK | 27 – 23     | HB Dudelange       | Ankara Nézőszám: 400 Játékvezetők: Dorenfeld, Levin (izraeliek) |
| 2008. október 18. 19:30 | Djurić 7         | (10 – 12)   | Ameddah, Poeckes 6 | Ankara Nézőszám: 400 Játékvezetők: Dorenfeld, Levin (izraeliek) |
| 2008. október 18. 19:30 | 6× 2×            | Jegyzőkönyv | 4× 3×              | Ankara Nézőszám: 400 Játékvezetők: Dorenfeld, Levin (izraeliek) |

| 2008. október 12. 18:00 | KV Sasja HC | 20 – 22     | Maccabi Rishon Le Zion | Hoboken Nézőszám: 400 Játékvezetők: Grigalionis, Mocevicius (litvánok) |
| 2008. október 12. 18:00 | Kopljar 5   | (10 – 8)    | Neeman 8               | Hoboken Nézőszám: 400 Játékvezetők: Grigalionis, Mocevicius (litvánok) |
| 2008. október 12. 18:00 | 2× 3×       | Jegyzőkönyv | 6× 4×                  | Hoboken Nézőszám: 400 Játékvezetők: Grigalionis, Mocevicius (litvánok) |

| 2008. október 17. 17:00 | Maccabi Rishon Le Zion | 33 – 23     | KV Sasja HC    | Rishon Le Zion Nézőszám: 600 Játékvezetők: Erdogan, Özdeniz (törökök) |
| 2008. október 17. 17:00 | Avraham 7              | (16 – 12)   | van Wesemael 5 | Rishon Le Zion Nézőszám: 600 Játékvezetők: Erdogan, Özdeniz (törökök) |
| 2008. október 17. 17:00 | 5× 2×                  | Jegyzőkönyv | 5× 3×          | Rishon Le Zion Nézőszám: 600 Játékvezetők: Erdogan, Özdeniz (törökök) |

| 2008. október 11. 18:00 | HC Berane     | 36 – 32     | OS Belenenses | Berane Nézőszám: 1800 Játékvezetők: Skruzny, Kavulic (cseh, szlovák) |
| 2008. október 11. 18:00 | Vukadinović 9 | (15 – 14)   | Spinolal 8    | Berane Nézőszám: 1800 Játékvezetők: Skruzny, Kavulic (cseh, szlovák) |
| 2008. október 11. 18:00 | 3× 2×         | Jegyzőkönyv | 3× 3×         | Berane Nézőszám: 1800 Játékvezetők: Skruzny, Kavulic (cseh, szlovák) |

| 2008. október 18. 18:00 | OS Belenenses | 31 – 22     | HC Berane   | Lisszabon Nézőszám: 1000 Játékvezetők: Hintenaus, Schneider (osztrákok) |
| 2008. október 18. 18:00 | Matias 8      | (14 – 13)   | Obradović 7 | Lisszabon Nézőszám: 1000 Játékvezetők: Hintenaus, Schneider (osztrákok) |
| 2008. október 18. 18:00 | 5× 2×         | Jegyzőkönyv | 8× 2×       | Lisszabon Nézőszám: 1000 Játékvezetők: Hintenaus, Schneider (osztrákok) |

| 2008. október 11. 16:00 | SKA Minsk           | 23 – 25     | HC Meshkov Brest | Minszk Nézőszám: 700 Játékvezetők: Aghakishi, Aghakishi (azeriek) |
| 2008. október 11. 16:00 | Housha, Pukhouski 7 | (10 – 12)   | Filippov 6       | Minszk Nézőszám: 700 Játékvezetők: Aghakishi, Aghakishi (azeriek) |
| 2008. október 11. 16:00 | 1× 2×               | Jegyzőkönyv | 5× 3×            | Minszk Nézőszám: 700 Játékvezetők: Aghakishi, Aghakishi (azeriek) |

| 2008. október 18. 16:00 | HC Meshkov Brest | 32 – 28     | SKA Minsk    | Breszt Nézőszám: 2100 Játékvezetők: Zotin, Volodkov (oroszok) |
| 2008. október 18. 16:00 | Kurilenko 7      | (13 – 11)   | Pukhouski 12 | Breszt Nézőszám: 2100 Játékvezetők: Zotin, Volodkov (oroszok) |
| 2008. október 18. 16:00 | 4× 3×            | Jegyzőkönyv | 3× 2×        | Breszt Nézőszám: 2100 Játékvezetők: Zotin, Volodkov (oroszok) |

| 2008. október 18. 18:00 | G.A.S. Handball Kilkis | 23 – 33     | H.C. "Kolubara"-Lazarevac | Lazarevac Nézőszám: 600 Játékvezetők: Ștark, Ștefan (románok) |
| 2008. október 18. 18:00 | Pompilio Jardim 10     | (13 – 14)   | Nenadić 6                 | Lazarevac Nézőszám: 600 Játékvezetők: Ștark, Ștefan (románok) |
| 2008. október 18. 18:00 | 2× 3×                  | Jegyzőkönyv | 3× 2×                     | Lazarevac Nézőszám: 600 Játékvezetők: Ștark, Ștefan (románok) |

| 2008. október 19. 18:00 | H.C. "Kolubara"-Lazarevac | 29 – 11     | G.A.S. Handball Kilkis | Lazarevac Nézőszám: 500 Játékvezetők: Ștark, Ștefan (románok) |
| 2008. október 19. 18:00 | Dačević 6                 | (16 – 7)    | Pompilio Jardim 4      | Lazarevac Nézőszám: 500 Játékvezetők: Ștark, Ștefan (románok) |
| 2008. október 19. 18:00 | 5× 2× 1×                  | Jegyzőkönyv | 1× 3×                  | Lazarevac Nézőszám: 500 Játékvezetők: Ștark, Ștefan (románok) |

| 2008. október 18. 17:00 | HRK Izvidac | 23 – 31     | ASK-AB.LV Riga | Riga Nézőszám: 400 Játékvezetők: Yudchyts, Kot (fehéroroszok) |
| 2008. október 18. 17:00 | Martić 7    | (16 – 7)    | Pavlovics 13   | Riga Nézőszám: 400 Játékvezetők: Yudchyts, Kot (fehéroroszok) |
| 2008. október 18. 17:00 | 4× 3×       | Jegyzőkönyv | 3× 3× 1×       | Riga Nézőszám: 400 Játékvezetők: Yudchyts, Kot (fehéroroszok) |

| 2008. október 19. 14:00 | ASK-AB.LV Riga | 24 – 29     | HRK Izvidac                | Riga Nézőszám: 300 Játékvezetők: Yudchyts, Kot (fehéroroszok) |
| 2008. október 19. 14:00 | Pavlovics 6    | (10 – 11)   | Dominiković, Matić, Nuić 5 | Riga Nézőszám: 300 Játékvezetők: Yudchyts, Kot (fehéroroszok) |
| 2008. október 19. 14:00 | 6× 3×          | Jegyzőkönyv | 5× 3×                      | Riga Nézőszám: 300 Játékvezetők: Yudchyts, Kot (fehéroroszok) |

| 2008. október 11. 17:00 | Izmir BSB SK | 28 – 30     | Elverum Handball | İzmir Nézőszám: 800 Játékvezetők: Bonifert, Oláh (magyarok) |
| 2008. október 11. 17:00 | Hatirnaz 10  | (14 – 14)   | Post 11          | İzmir Nézőszám: 800 Játékvezetők: Bonifert, Oláh (magyarok) |
| 2008. október 11. 17:00 | 5× 2×        | Jegyzőkönyv | 7× 3× 1×         | İzmir Nézőszám: 800 Játékvezetők: Bonifert, Oláh (magyarok) |

| 2008. október 18. 17:00 | Elverum Handball | 35 – 27     | Izmir BSB SK | Elverum Nézőszám: 1200 Játékvezetők: Sivak, Dvorsky (szlovákok) |
| 2008. október 18. 17:00 | Post 7           | (17 – 11)   | Güder 7      | Elverum Nézőszám: 1200 Játékvezetők: Sivak, Dvorsky (szlovákok) |
| 2008. október 18. 17:00 | 9× 3× 1×         | Jegyzőkönyv | 9× 3×        | Elverum Nézőszám: 1200 Játékvezetők: Sivak, Dvorsky (szlovákok) |

| 2008. október 12. 17:00 | IK Sävehof  | 36 – 30     | A.S.D. Pallamano Conversano | Partille Nézőszám: 900 Játékvezetők: Malek, Nowak (lengyelek) |
| 2008. október 12. 17:00 | Fahlgren 10 | (16 – 15)   | Pavan Lopez 8               | Partille Nézőszám: 900 Játékvezetők: Malek, Nowak (lengyelek) |
| 2008. október 12. 17:00 | 4× 2× 1×    | Jegyzőkönyv | 7× 3×                       | Partille Nézőszám: 900 Játékvezetők: Malek, Nowak (lengyelek) |

| 2008. október 18. 19:00 | A.S.D. Pallamano Conversano | 33 – 23     | IK Sävehof | Conversano Nézőszám: 1300 Játékvezetők: Franco, Rodriguez (spanyolok) |
| 2008. október 18. 19:00 | Kokuca 8                    | (14 – 12)   | Fritzon 5  | Conversano Nézőszám: 1300 Játékvezetők: Franco, Rodriguez (spanyolok) |
| 2008. október 18. 19:00 | 3× 2×                       | Jegyzőkönyv | 6× 2×      | Conversano Nézőszám: 1300 Játékvezetők: Franco, Rodriguez (spanyolok) |

| 2008. október 11. 18:30 | HV KRAS/Volendam | 27 – 26     | Pölva Serviti | Volendam Nézőszám: 300 Játékvezetők: Riga, Thomassen (belgák) |
| 2008. október 11. 18:30 | Schagen 6        | (9 – 11)    | Karuse 11     | Volendam Nézőszám: 300 Játékvezetők: Riga, Thomassen (belgák) |
| 2008. október 11. 18:30 | 4× 2×            | Jegyzőkönyv | 7× 3× 1×      | Volendam Nézőszám: 300 Játékvezetők: Riga, Thomassen (belgák) |

| 2008. október 18. 18:00 | Pölva Serviti | 29 – 22     | HV KRAS/Volendam | Pőlva Nézőszám: 1000 Játékvezetők: Nikolić, Stojković (szerbek) |
| 2008. október 18. 18:00 | Karuse 11     | (13 – 12)   | Schagen 6        | Pőlva Nézőszám: 1000 Játékvezetők: Nikolić, Stojković (szerbek) |
| 2008. október 18. 18:00 | 4× 3×         | Jegyzőkönyv | 7× 3× 1×         | Pőlva Nézőszám: 1000 Játékvezetők: Nikolić, Stojković (szerbek) |

| 2008. október 11. 15:00 | HC "Lokomotiv MB" Varna | 24 – 27     | Italgest Casarano                   | Várna Nézőszám: 1000 Játékvezetők: Novikov, Perepilitsy (ukránok) |
| 2008. október 11. 15:00 | Chakmakov 7             | (11 – 13)   | Bozović, Di Leo, Prskalo, Torbica 4 | Várna Nézőszám: 1000 Játékvezetők: Novikov, Perepilitsy (ukránok) |
| 2008. október 11. 15:00 | 4× 3×                   | Jegyzőkönyv | 5× 2×                               | Várna Nézőszám: 1000 Játékvezetők: Novikov, Perepilitsy (ukránok) |

| 2008. október 12. 17:00 | Italgest Casarano | 18 – 23     | HC "Lokomotiv MB" Varna | Várna Nézőszám: 400 Játékvezetők: Novikov, Perepilitsy (ukránok) |
| 2008. október 12. 17:00 | Di Leo, Stritof 4 | (11 – 11)   | Vladkov 6               | Várna Nézőszám: 400 Játékvezetők: Novikov, Perepilitsy (ukránok) |
| 2008. október 12. 17:00 | 4× 3× 1×          | Jegyzőkönyv | 5× 3×                   | Várna Nézőszám: 400 Játékvezetők: Novikov, Perepilitsy (ukránok) |

| 2008. október 11. 17:00 | HC Portovik Yuzhny | 38 – 22     | Intercollege | Yuzhny Nézőszám: 300 Játékvezetők: Bashev, Dobrev (bolgárok) |
| 2008. október 11. 17:00 | Shevelev 10        | (18 – 14)   | Jagić 7      | Yuzhny Nézőszám: 300 Játékvezetők: Bashev, Dobrev (bolgárok) |
| 2008. október 11. 17:00 | 6× 2× 1×           | Jegyzőkönyv | 5× 3×        | Yuzhny Nézőszám: 300 Játékvezetők: Bashev, Dobrev (bolgárok) |

| 2008. október 12. 16:00 | Intercollege | 23 – 26     | HC Portovik Yuzhny | Yuzhny Nézőszám: 200 Játékvezetők: Bashev, Dobrev (bolgárok) |
| 2008. október 12. 16:00 | Jagić 6      | (11 – 11)   | Yuzhbabenko 7      | Yuzhny Nézőszám: 200 Játékvezetők: Bashev, Dobrev (bolgárok) |
| 2008. október 12. 16:00 | 4× 3×        | Jegyzőkönyv | 5× 3×              | Yuzhny Nézőszám: 200 Játékvezetők: Bashev, Dobrev (bolgárok) |

| 2008. október 11. 18:00 | HC Lovcen - Cetinje  | 28 – 26     | Sport Lisboa e Benfica | Cetinje Nézőszám: 1500 Játékvezetők: Harabagiu, Stănescu (románok) |
| 2008. október 11. 18:00 | Marković, Mustafić 6 | (13 – 9)    | Martins da Silva 5     | Cetinje Nézőszám: 1500 Játékvezetők: Harabagiu, Stănescu (románok) |
| 2008. október 11. 18:00 | 5× 3×                | Jegyzőkönyv | 8× 2×                  | Cetinje Nézőszám: 1500 Játékvezetők: Harabagiu, Stănescu (románok) |

| 2008. október 19. 18:00 | Sport Lisboa e Benfica | 24 – 23     | HC Lovcen - Cetinje   | Lisszabon Nézőszám: 600 Játékvezetők: Hintenaus, Schneider (osztrákok) |
| 2008. október 19. 18:00 | Carneiro 8             | (13 – 10)   | Lišičić, Sevaljević 6 | Lisszabon Nézőszám: 600 Játékvezetők: Hintenaus, Schneider (osztrákok) |
| 2008. október 19. 18:00 | 6× 2× 1×               | Jegyzőkönyv | 8× 2×                 | Lisszabon Nézőszám: 600 Játékvezetők: Hintenaus, Schneider (osztrákok) |

| 2008. október 18. 17:00 | Hapoel Rishon Le Zion | 31 – 31     | HC Kehra | Kehra Nézőszám: 400 Játékvezetők: Kaveshnikov, Plotnikov (oroszok) |
| 2008. október 18. 17:00 | Yakov 9               | (16 – 20)   | Lepp 6   | Kehra Nézőszám: 400 Játékvezetők: Kaveshnikov, Plotnikov (oroszok) |
| 2008. október 18. 17:00 | 6× 3×                 | Jegyzőkönyv | 2× 2×    | Kehra Nézőszám: 400 Játékvezetők: Kaveshnikov, Plotnikov (oroszok) |

| 2008. október 19. 14:00 | HC Kehra | 30 – 24     | Hapoel Rishon Le Zion | Kehra Nézőszám: 500 Játékvezetők: Kaveshnikov, Plotnikov (oroszok) |
| 2008. október 19. 14:00 | Lepp 6   | (15 – 14)   | Onche 8               | Kehra Nézőszám: 500 Játékvezetők: Kaveshnikov, Plotnikov (oroszok) |
| 2008. október 19. 14:00 | 2× 3×    | Jegyzőkönyv | 6× 2× 1×              | Kehra Nézőszám: 500 Játékvezetők: Kaveshnikov, Plotnikov (oroszok) |

| 2008. október 12. 19:00 | RK Nexe | 34 – 24     | KH Prishtina | Nekcse Nézőszám: 1200 Játékvezetők: Gökmen, Gök (törökök) |
| 2008. október 12. 19:00 | Kasak 8 | (17 – 12)   | Bancaliski 7 | Nekcse Nézőszám: 1200 Játékvezetők: Gökmen, Gök (törökök) |
| 2008. október 12. 19:00 | 5× 3×   | Jegyzőkönyv | 6× 3× 2×     | Nekcse Nézőszám: 1200 Játékvezetők: Gökmen, Gök (törökök) |

| 2008. október 18. 19:00 | KH Prishtina | 30 – 35     | RK Nexe         | Pristina Nézőszám: 1000 Játékvezetők: Badura, Ondogrecula (szlovákok) |
| 2008. október 18. 19:00 | Maloku 6     | (14 – 15)   | Barisic Jaman 8 | Pristina Nézőszám: 1000 Játékvezetők: Badura, Ondogrecula (szlovákok) |
| 2008. október 18. 19:00 | 3× 3× 1×     | Jegyzőkönyv | 5× 3×           | Pristina Nézőszám: 1000 Játékvezetők: Badura, Ondogrecula (szlovákok) |

## Harmadik kör

### Eredmények
| 1. csapat                   | Össz.       | 2. csapat               | 1. mérk. | 2. mérk. |
| --------------------------- | ----------- | ----------------------- | -------- | -------- |
| DKSE-Airport Debrecen       | 72–57       | HC Portovik Yuzhny      | 44–33    | 28–24    |
| RK Nexe                     | 51–62       | CAI BM. Aragon          | 27–29    | 24–33    |
| H.C. "Kolubara"-Lazarevac   | 52–52 (ig.) | J.D. Arrate             | 28–31    | 24–21    |
| Pölva Serviti               | 53–62       | US Ivry handball        | 27–32    | 26–30    |
| Elverum Handball            | 47–61       | US Creteil Handball     | 27–26    | 20–35    |
| VfL Gummersbach             | 80–56       | Fram                    | 38–27    | 42–29    |
| RK Gorenje                  | 68–44       | HC Lovcen - Cetinje     | 35–16    | 33–28    |
| HC Kehra                    | 49–63       | SC Magdeburg            | 24–29    | 25–34    |
| RD Merkur                   | 59–56       | Aon Fivers              | 33–29    | 26–27    |
| Zarja Kaspija Astrakhan     | 60–59       | HC Meshkov Brest        | 31–23    | 29–36    |
| TSV St. Otmar St. Gallen    | 66–65       | Milli Piyango SK        | 39–29    | 27–36    |
| ASK-AB.LV Riga              | 57–77       | TBV Lemgo               | 30–42    | 27–35    |
| OS Belenenses               | 65–55       | MKS "Zaglebie" Lubin    | 35–29    | 30–26    |
| Bjerringbro-Silkeborg       | 71–48       | HC "Lokomotiv MB" Varna | 39–26    | 32–22    |
| A.S.D. Pallamano Conversano | 56–62       | Arhus GF                | 30–39    | 26–23    |
| Maccabi Rishon Le Zion      | 75–63       | Komlói BSK              | 40–27    | 35–36    |

| 2008. november 22. 18:00 | DKSE-Airport Debrecen | 44 – 33     | HC Portovik Yuzhny        | Debrecen Nézőszám: 800 Játékvezetők: Gökmen, Gök (törökök) |
| 2008. november 22. 18:00 | Gunya 12              | (20 – 13)   | Doroshchuk, Yuzhbabenko 7 | Debrecen Nézőszám: 800 Játékvezetők: Gökmen, Gök (törökök) |
| 2008. november 22. 18:00 | 7× 3× 1×              | Jegyzőkönyv | 5× 3×                     | Debrecen Nézőszám: 800 Játékvezetők: Gökmen, Gök (törökök) |

| 2008. november 23. 17:00 | HC Portovik Yuzhny | 24 – 28     | DKSE-Airport Debrecen | Debrecen Nézőszám: 500 Játékvezetők: Gökmen, Gök (törökök) |
| 2008. november 23. 17:00 | Kyrylenko 8        | (12 – 12)   | Rédei 8               | Debrecen Nézőszám: 500 Játékvezetők: Gökmen, Gök (törökök) |
| 2008. november 23. 17:00 | 3× 3×              | Jegyzőkönyv | 6× 3×                 | Debrecen Nézőszám: 500 Játékvezetők: Gökmen, Gök (törökök) |

| 2008. november 15. 19:00 | RK Nexe          | 27 – 29     | CAI BM. Aragon | Nekcse Nézőszám: 1200 Játékvezetők: Leszczynski, Piechota (lengyelek) |
| 2008. november 15. 19:00 | Barisic Jaman 11 | (14 – 18)   | Stanković 7    | Nekcse Nézőszám: 1200 Játékvezetők: Leszczynski, Piechota (lengyelek) |
| 2008. november 15. 19:00 | 8× 3×            | Jegyzőkönyv | 7× 3×          | Nekcse Nézőszám: 1200 Játékvezetők: Leszczynski, Piechota (lengyelek) |

| 2008. november 22. 16:45 | CAI BM. Aragon | 33 – 24     | RK Nexe         | Zaragoza Nézőszám: 3800 Játékvezetők: Stenrand, Birch (dánok) |
| 2008. november 22. 16:45 | Doder, Zaki 7  | (15 – 10)   | Barisic Jaman 8 | Zaragoza Nézőszám: 3800 Játékvezetők: Stenrand, Birch (dánok) |
| 2008. november 22. 16:45 | 3× 3×          | Jegyzőkönyv | 3× 3×           | Zaragoza Nézőszám: 3800 Játékvezetők: Stenrand, Birch (dánok) |

| 2008. november 15. 19:30 | H.C. "Kolubara"-Lazarevac | 28 – 31     | J.D. Arrate  | Lazarevaz Nézőszám: 1100 Játékvezetők: Kékes, Kékes (magyarok) |
| 2008. november 15. 19:30 | Mitrović 8                | (8 – 13)    | Jurkiewicz 7 | Lazarevaz Nézőszám: 1100 Játékvezetők: Kékes, Kékes (magyarok) |
| 2008. november 15. 19:30 | 4× 3×                     | Jegyzőkönyv | 5× 3× 1×     | Lazarevaz Nézőszám: 1100 Játékvezetők: Kékes, Kékes (magyarok) |

| 2008. november 23. 17:30 | J.D. Arrate                | 21 – 24     | H.C. "Kolubara"-Lazarevac | Eibar Nézőszám: 2000 Játékvezetők: Buy, Pichon (franciák) |
| 2008. november 23. 17:30 | Arrieta Aizpurna, Cutura 5 | (10 – 15)   | Jovanović 6               | Eibar Nézőszám: 2000 Játékvezetők: Buy, Pichon (franciák) |
| 2008. november 23. 17:30 | 2× 3× 1×                   | Jegyzőkönyv | 6× 3×                     | Eibar Nézőszám: 2000 Játékvezetők: Buy, Pichon (franciák) |

| 2008. november 15. 18:00 | Pölva Serviti | 27 – 32     | US Ivry handball | Pőlva Nézőszám: 900 Játékvezetők: Pedersen, Mortensen (dánok) |
| 2008. november 15. 18:00 | Butenko 8     | (17 – 16)   | Poulin 8         | Pőlva Nézőszám: 900 Játékvezetők: Pedersen, Mortensen (dánok) |
| 2008. november 15. 18:00 | 3× 2×         | Jegyzőkönyv | 5× 3×            | Pőlva Nézőszám: 900 Játékvezetők: Pedersen, Mortensen (dánok) |

| 2008. november 23. 17:00 | US Ivry handball | 30 – 26     | Pölva Serviti | Ivry-sur-Seine Nézőszám: 900 Játékvezetők: Van der Helm, Wiebrands (hollandok) |
| 2008. november 23. 17:00 | Querin 7         | (18 – 10)   | Butenko 11    | Ivry-sur-Seine Nézőszám: 900 Játékvezetők: Van der Helm, Wiebrands (hollandok) |
| 2008. november 23. 17:00 | 8× 3×            | Jegyzőkönyv | 2× 2×         | Ivry-sur-Seine Nézőszám: 900 Játékvezetők: Van der Helm, Wiebrands (hollandok) |

| 2008. november 16. 18:00 | Elverum Handball | 27 – 26     | US Creteil Handball | Elverum Nézőszám: 1000 Játékvezetők: Samuelsen, Hansen (feröeriek) |
| 2008. november 16. 18:00 | Nordberg 9       | (15 – 13)   | Waeghe 7            | Elverum Nézőszám: 1000 Játékvezetők: Samuelsen, Hansen (feröeriek) |
| 2008. november 16. 18:00 | 1×               | Jegyzőkönyv | 2×                  | Elverum Nézőszám: 1000 Játékvezetők: Samuelsen, Hansen (feröeriek) |

| 2008. november 23. 16:15 | US Creteil Handball | 35 – 20     | Elverum Handball | Créteil Nézőszám: 2000 Játékvezetők: Gubica, Milošević (horvátok) |
| 2008. november 23. 16:15 | Waeghe 8            | (17 – 7)    | Kempf 6          | Créteil Nézőszám: 2000 Játékvezetők: Gubica, Milošević (horvátok) |
| 2008. november 23. 16:15 | 4× 3×               | Jegyzőkönyv | 3× 3×            | Créteil Nézőszám: 2000 Játékvezetők: Gubica, Milošević (horvátok) |

| 2008. november 21. 19:30 | VfL Gummersbach | 38 – 27     | Fram         | Gummersbach Nézőszám: 1800 Játékvezetők: Riga, Thomassen (belgák) |
| 2008. november 21. 19:30 | Zrnić 11        | (16 – 14)   | Haraldsson 9 | Gummersbach Nézőszám: 1800 Játékvezetők: Riga, Thomassen (belgák) |
| 2008. november 21. 19:30 | 1× 3×           | Jegyzőkönyv | 5× 3×        | Gummersbach Nézőszám: 1800 Játékvezetők: Riga, Thomassen (belgák) |

| 2008. november 23. 18:00 | Fram         | 29 – 42     | VfL Gummersbach | Gummersbach Nézőszám: 1700 Játékvezetők: Riga, Thomassen (belgák) |
| 2008. november 23. 18:00 | Haraldsson 8 | (15 – 21)   | Zrnić 9         | Gummersbach Nézőszám: 1700 Játékvezetők: Riga, Thomassen (belgák) |
| 2008. november 23. 18:00 | 4× 3×        | Jegyzőkönyv | 2× 3×           | Gummersbach Nézőszám: 1700 Játékvezetők: Riga, Thomassen (belgák) |

| 2008. november 15. 19:00 | RK Gorenje | 35 – 16     | HC Lovcen - Cetinje | Velenje Nézőszám: 1500 Játékvezetők: Horacek, Novotny (csehek) |
| 2008. november 15. 19:00 | Čupić 15   | (18 – 5)    | Marković 7          | Velenje Nézőszám: 1500 Játékvezetők: Horacek, Novotny (csehek) |
| 2008. november 15. 19:00 | 5× 3×      | Jegyzőkönyv | 3× 2×               | Velenje Nézőszám: 1500 Játékvezetők: Horacek, Novotny (csehek) |

| 2008. november 22. 18:00 | HC Lovcen - Cetinje | 28 – 33     | RK Gorenje | Cetinje Nézőszám: 1000 Játékvezetők: Geipel, Helbig (németek) |
| 2008. november 22. 18:00 | Pejović 5           | (15 – 14)   | Čupić 8    | Cetinje Nézőszám: 1000 Játékvezetők: Geipel, Helbig (németek) |
| 2008. november 22. 18:00 | 4× 3×               | Jegyzőkönyv | 2× 3×      | Cetinje Nézőszám: 1000 Játékvezetők: Geipel, Helbig (németek) |

| 2008. november 15. 14:00 | HC Kehra  | 24 – 29     | SC Magdeburg        | Kehra Nézőszám: 600 Játékvezetők: Novikov, Perepilitsy (ukránok) |
| 2008. november 15. 14:00 | Glinkin 8 | (14 – 13)   | Jurecki, Rojewski 5 | Kehra Nézőszám: 600 Játékvezetők: Novikov, Perepilitsy (ukránok) |
| 2008. november 15. 14:00 | 4× 3×     | Jegyzőkönyv | 6× 3×               | Kehra Nézőszám: 600 Játékvezetők: Novikov, Perepilitsy (ukránok) |

| 2008. november 22. 19:00 | SC Magdeburg  | 34 – 25     | HC Kehra       | Magdeburg Nézőszám: 2600 Játékvezetők: Argyrou, Loizou (ciprusiak) |
| 2008. november 22. 19:00 | Grafenhorst 7 | (16 – 14)   | Ensalu, Lepp 6 | Magdeburg Nézőszám: 2600 Játékvezetők: Argyrou, Loizou (ciprusiak) |
| 2008. november 22. 19:00 | 3× 2×         | Jegyzőkönyv | 3× 2×          | Magdeburg Nézőszám: 2600 Játékvezetők: Argyrou, Loizou (ciprusiak) |

| 2008. november 15. 20:00 | RD Merkur | 33 – 29     | Aon Fivers | Škofja Loka Nézőszám: 700 Játékvezetők: Badura, Ondogrecula (szlovákok) |
| 2008. november 15. 20:00 | Dolenec 7 | (17 – 17)   | Kolar 8    | Škofja Loka Nézőszám: 700 Játékvezetők: Badura, Ondogrecula (szlovákok) |
| 2008. november 15. 20:00 | 9× 3× 1×  | Jegyzőkönyv | 5× 3×      | Škofja Loka Nézőszám: 700 Játékvezetők: Badura, Ondogrecula (szlovákok) |

| 2008. november 22. 19:30 | Aon Fivers       | 27 – 26     | RD Merkur | Bécs Nézőszám: 700 Játékvezetők: Bonifert, Oláh (magyarok) |
| 2008. november 22. 19:30 | Kienzer, Kolar 6 | (13 – 12)   | Dolinar 8 | Bécs Nézőszám: 700 Játékvezetők: Bonifert, Oláh (magyarok) |
| 2008. november 22. 19:30 | 4× 2×            | Jegyzőkönyv | 9× 3× 1×  | Bécs Nézőszám: 700 Játékvezetők: Bonifert, Oláh (magyarok) |

| 2008. november 15. 14:00 | Zarja Kaspija Astrakhan | 31 – 23     | HC Meshkov Brest | Asztrahán Nézőszám: 700 Játékvezetők: Cohen, Peretz (izraeliek) |
| 2008. november 15. 14:00 | Grigoriev 6             | (13 – 12)   | Blagonadezhdin 7 | Asztrahán Nézőszám: 700 Játékvezetők: Cohen, Peretz (izraeliek) |
| 2008. november 15. 14:00 | 3× 3×                   | Jegyzőkönyv | 4× 3×            | Asztrahán Nézőszám: 700 Játékvezetők: Cohen, Peretz (izraeliek) |

| 2008. november 23. 14:00 | HC Meshkov Brest  | 36 – 29     | Zarja Kaspija Astrakhan | Breszt Nézőszám: 2900 Játékvezetők: Kouz, Zhoba (ukránok) |
| 2008. november 23. 14:00 | Blagonadezhdin 13 | (17 – 13)   | Orlov 8                 | Breszt Nézőszám: 2900 Játékvezetők: Kouz, Zhoba (ukránok) |
| 2008. november 23. 14:00 | 4× 3×             | Jegyzőkönyv | 3× 3× 2×                | Breszt Nézőszám: 2900 Játékvezetők: Kouz, Zhoba (ukránok) |

| 2008. november 16. 18:00 | TSV St. Otmar St. Gallen | 39 – 29     | Milli Piyango SK | Sankt Gallen Nézőszám: 1400 Játékvezetők: Schaller, Wutzler (németek) |
| 2008. november 16. 18:00 | Engeler 12               | (22 – 12)   | Djurić 14        | Sankt Gallen Nézőszám: 1400 Játékvezetők: Schaller, Wutzler (németek) |
| 2008. november 16. 18:00 | 4× 2× 1×                 | Jegyzőkönyv | 7× 2×            | Sankt Gallen Nézőszám: 1400 Játékvezetők: Schaller, Wutzler (németek) |

| 2008. november 23. 16:30 | Milli Piyango SK | 36 – 27     | TSV St. Otmar St. Gallen | Ankara Nézőszám: 400 Játékvezetők: Bashev, Dobrev (bolgárok) |
| 2008. november 23. 16:30 | Aslan 8          | (18 – 13)   | Usik 6                   | Ankara Nézőszám: 400 Játékvezetők: Bashev, Dobrev (bolgárok) |
| 2008. november 23. 16:30 | 6× 3×            | Jegyzőkönyv | 4× 2× 1×                 | Ankara Nézőszám: 400 Játékvezetők: Bashev, Dobrev (bolgárok) |

| 2008. november 15. 18:00 | ASK-AB.LV Riga | 30 – 42     | TBV Lemgo            | Riga Nézőszám: 500 Játékvezetők: Malasinskas, Gecevicius (litvánok) |
| 2008. november 15. 18:00 | Pavlovics 13   | (13 – 23)   | Herrmann, Kaufmann 7 | Riga Nézőszám: 500 Játékvezetők: Malasinskas, Gecevicius (litvánok) |
| 2008. november 15. 18:00 | 7× 3× 1×       | Jegyzőkönyv | 5× 2×                | Riga Nézőszám: 500 Játékvezetők: Malasinskas, Gecevicius (litvánok) |

| 2008. november 19. 20:00 | TBV Lemgo  | 35 – 27     | ASK-AB.LV Riga | Lemgo Nézőszám: 2050 Játékvezetők: Buache, von Escher (svájciak) |
| 2008. november 19. 20:00 | Kaufmann 7 | (17 – 13)   | Pavlovics 7    | Lemgo Nézőszám: 2050 Játékvezetők: Buache, von Escher (svájciak) |
| 2008. november 19. 20:00 | 2× 3×      | Jegyzőkönyv | 4× 3×          | Lemgo Nézőszám: 2050 Játékvezetők: Buache, von Escher (svájciak) |

| 2008. november 15. 18:00 | OS Belenenses | 35 – 29     | MSK "Zaglebie" Lubin | Lisszabon Nézőszám: 800 Játékvezetők: Brkić, Jusufhodzić (osztrákok) |
| 2008. november 15. 18:00 | Pina 9        | (18 – 20)   | Obrusiewicz 11       | Lisszabon Nézőszám: 800 Játékvezetők: Brkić, Jusufhodzić (osztrákok) |
| 2008. november 15. 18:00 | 1× 3×         | Jegyzőkönyv | 3× 2×                | Lisszabon Nézőszám: 800 Játékvezetők: Brkić, Jusufhodzić (osztrákok) |

| 2008. november 16. 18:30 | MSK "Zaglebie" Lubin | 26 – 30     | OS Belenenses | Lisszabon Nézőszám: 1100 Játékvezetők: Brkić, Jusufhodzić (osztrákok) |
| 2008. november 16. 18:30 | Kozlowski 6          | (8 – 15)    | Spinola 9     | Lisszabon Nézőszám: 1100 Játékvezetők: Brkić, Jusufhodzić (osztrákok) |
| 2008. november 16. 18:30 | 6× 3× 1×             | Jegyzőkönyv | 2× 3×         | Lisszabon Nézőszám: 1100 Játékvezetők: Brkić, Jusufhodzić (osztrákok) |

| 2008. november 15. 16:00 | Bjerringbro-Silkeborg | 39 – 26     | HC "Lokomotiv MB" Varna | Bjerringbro Nézőszám: 850 Játékvezetők: Bashmak, Frolov (oroszok) |
| 2008. november 15. 16:00 | Dragičević 7          | (18 – 11)   | Chernev 7               | Bjerringbro Nézőszám: 850 Játékvezetők: Bashmak, Frolov (oroszok) |
| 2008. november 15. 16:00 | 4× 2× 1×              | Jegyzőkönyv | 5× 2×                   | Bjerringbro Nézőszám: 850 Játékvezetők: Bashmak, Frolov (oroszok) |

| 2008. november 16. 19:00 | HC "Lokomotiv MB" Varna | 22 – 32     | Bjerringbro-Silkeborg | Silkeborg Nézőszám: 1250 Játékvezetők: Bashmak, Frolov (oroszok) |
| 2008. november 16. 19:00 | Chakmakov 6             | (8 – 17)    | Toudahl 9             | Silkeborg Nézőszám: 1250 Játékvezetők: Bashmak, Frolov (oroszok) |
| 2008. november 16. 19:00 | 5× 3×                   | Jegyzőkönyv | 2× 3×                 | Silkeborg Nézőszám: 1250 Játékvezetők: Bashmak, Frolov (oroszok) |

| 2008. november 22. 15:00 | A.S.D. Pallamano Conversano | 30 – 39     | Arhus GF         | Aarhus Nézőszám: 1100 Játékvezetők: Rutkovskis, Dzerve (lettek) |
| 2008. november 22. 15:00 | Pavan Lopez 9               | (11 – 23)   | Andersen, Riis 7 | Aarhus Nézőszám: 1100 Játékvezetők: Rutkovskis, Dzerve (lettek) |
| 2008. november 22. 15:00 | 3× 3×                       | Jegyzőkönyv | 5× 3× 1×         | Aarhus Nézőszám: 1100 Játékvezetők: Rutkovskis, Dzerve (lettek) |

| 2008. november 23. 15:00 | Arhus GF   | 23 – 26     | A.S.D. Pallamano Conversano | Aarhus Nézőszám: 800 Játékvezetők: Rutkovskis, Dzerve (lettek) |
| 2008. november 23. 15:00 | Petersen 5 | (15 – 11)   | Da Costa Capote 7           | Aarhus Nézőszám: 800 Játékvezetők: Rutkovskis, Dzerve (lettek) |
| 2008. november 23. 15:00 | 3× 3×      | Jegyzőkönyv | 3× 3×                       | Aarhus Nézőszám: 800 Játékvezetők: Rutkovskis, Dzerve (lettek) |

| 2008. november 14. 17:30 | Maccabi Rishon Le Zion | 40 – 27     | Komlói BSK | Rishon Le Zion Nézőszám: 800 Játékvezetők: Shal, Askerov (ukrán, azeri) |
| 2008. november 14. 17:30 | Avraham 9              | (18 – 12)   | Sutka 6    | Rishon Le Zion Nézőszám: 800 Játékvezetők: Shal, Askerov (ukrán, azeri) |
| 2008. november 14. 17:30 | 7× 2×                  | Jegyzőkönyv | 2× 3×      | Rishon Le Zion Nézőszám: 800 Játékvezetők: Shal, Askerov (ukrán, azeri) |

| 2008. november 15. 19:00 | Komlói BSK   | 36 – 35     | Maccabi Rishon Le Zion | Rishon Le Zion Nézőszám: 900 Játékvezetők: Shal, Askerov (ukrán, azeri) |
| 2008. november 15. 19:00 | Szappanos 11 | (18 – 20)   | Avraham, Neeman 7      | Rishon Le Zion Nézőszám: 900 Játékvezetők: Shal, Askerov (ukrán, azeri) |
| 2008. november 15. 19:00 | 5× 3× 1×     | Jegyzőkönyv | 4× 3×                  | Rishon Le Zion Nézőszám: 900 Játékvezetők: Shal, Askerov (ukrán, azeri) |

## Nyolcad döntők

### Eredmények
| 1. csapat                | Össz.       | 2. csapat               | 1. mérk. | 2. mérk. |
| ------------------------ | ----------- | ----------------------- | -------- | -------- |
| OS Belenenses            | 63–80       | CAI BM. Aragon          | 33–37    | 30–43    |
| J.D. Arrate              | 47–46       | Arhus GF                | 27–21    | 20–25    |
| VfL Gummersbach          | 56–44       | SC Magdeburg            | 26–24    | 30–20    |
| Maccabi Rishon Le Zion   | 52–56       | Zarja Kaspija Astrakhan | 29–21    | 23–35    |
| RK Gorenje               | 61–50       | DKSE-Airport Debrecen   | 35–24    | 26–26    |
| Bjerringbro-Silkeborg    | (ig.) 51–51 | TBV Lemgo               | 26–23    | 25–28    |
| US Ivry handball         | 52–47       | US Creteil Handball     | 28–19    | 24–28    |
| TSV St. Otmar St. Gallen | 62–50       | RD Merkur               | 35–27    | 27–23    |

| 2009. február 14. 17:30 | OS Belenenses | 33 – 37     | CAI BM. Aragon    | Lisszabon Nézőszám: 1100 Játékvezetők: Dentz, Reibel (franciák) |
| 2009. február 14. 17:30 | Spinola 10    | (14 – 21)   | Carton Llorente 9 | Lisszabon Nézőszám: 1100 Játékvezetők: Dentz, Reibel (franciák) |
| 2009. február 14. 17:30 | 3× 3×         | Jegyzőkönyv | 3× 3×             | Lisszabon Nézőszám: 1100 Játékvezetők: Dentz, Reibel (franciák) |

| 2009. február 21. 16:45 | CAI BM. Aragon | 43 – 30     | OS Belenenses | Zaragoza Nézőszám: 2500 Játékvezetők: Meyer, Stalder (svájciak) |
| 2009. február 21. 16:45 | Zaki 9         | (23 – 17)   | Fonseca 6     | Zaragoza Nézőszám: 2500 Játékvezetők: Meyer, Stalder (svájciak) |
| 2009. február 21. 16:45 | 5× 3×          | Jegyzőkönyv | 4× 3×         | Zaragoza Nézőszám: 2500 Játékvezetők: Meyer, Stalder (svájciak) |

| 2009. február 14. 19:15 | J.D. Arrate | 27 – 21     | Arhus GF | Eibar Nézőszám: 1500 Játékvezetők: Bonifert, Oláh (magyarok) |
| 2009. február 14. 19:15 | Cutura 7    | (17 – 9)    | Mazur 5  | Eibar Nézőszám: 1500 Játékvezetők: Bonifert, Oláh (magyarok) |
| 2009. február 14. 19:15 | 5× 3×       | Jegyzőkönyv | 6× 3× 2× | Eibar Nézőszám: 1500 Játékvezetők: Bonifert, Oláh (magyarok) |

| 2009. február 21. 15:00 | Arhus GF | 25 – 20     | J.D. Arrate | Aarhus Nézőszám: 2600 Játékvezetők: Bashmak, Frolov (oroszok) |
| 2009. február 21. 15:00 | Holst 11 | (12 – 10)   | Cutura 11   | Aarhus Nézőszám: 2600 Játékvezetők: Bashmak, Frolov (oroszok) |
| 2009. február 21. 15:00 | 2× 2×    | Jegyzőkönyv | 4× 3×       | Aarhus Nézőszám: 2600 Játékvezetők: Bashmak, Frolov (oroszok) |

| 2009. február 14. 15:00 | VfL Gummersbach | 26 – 24     | SC Magdeburg | Gummersbach Nézőszám: 2200 Játékvezetők: Franco, Rodriguez (spanyolok) |
| 2009. február 14. 15:00 | Wagner 10       | (12 – 10)   | Vasilakis 7  | Gummersbach Nézőszám: 2200 Játékvezetők: Franco, Rodriguez (spanyolok) |
| 2009. február 14. 15:00 | 3× 2×           | Jegyzőkönyv | 9× 3× 1×     | Gummersbach Nézőszám: 2200 Játékvezetők: Franco, Rodriguez (spanyolok) |

| 2009. február 21. 15:00 | SC Magdeburg             | 20 – 30     | VfL Gummersbach | Magdeburg Nézőszám: 5200 Játékvezetők: Horváth, Marton (magyarok) |
| 2009. február 21. 15:00 | Grafenhorst, Vasilakis 5 | (8 – 10)    | Ilić 7          | Magdeburg Nézőszám: 5200 Játékvezetők: Horváth, Marton (magyarok) |
| 2009. február 21. 15:00 | 6× 3× 1×                 | Jegyzőkönyv | 9× 1× 3×        | Magdeburg Nézőszám: 5200 Játékvezetők: Horváth, Marton (magyarok) |

| 2009. február 15. 19:30 | Maccabi Rishon Le Zion | 29 – 21     | Zarja Kaspija Astrakhan | Rishon Le Zion Nézőszám: 800 Játékvezetők: Argyrou, Loizou (ciprusiak) |
| 2009. február 15. 19:30 | Rosca 6                | (15 – 12)   | Demchenkov 6            | Rishon Le Zion Nézőszám: 800 Játékvezetők: Argyrou, Loizou (ciprusiak) |
| 2009. február 15. 19:30 | 1× 3×                  | Jegyzőkönyv | 2× 2×                   | Rishon Le Zion Nézőszám: 800 Játékvezetők: Argyrou, Loizou (ciprusiak) |

| 2009. február 21. 14:00 | Zarja Kaspija Astrakhan | 35 – 23     | Maccabi Rishon Le Zion | Asztrahán Nézőszám: 5000 Játékvezetők: Rutkovskis, Dzerve (lettek) |
| 2009. február 21. 14:00 | Kaynarov 10             | (14 – 9)    | Rosental 5             | Asztrahán Nézőszám: 5000 Játékvezetők: Rutkovskis, Dzerve (lettek) |
| 2009. február 21. 14:00 | 6× 3×                   | Jegyzőkönyv | 3× 3×                  | Asztrahán Nézőszám: 5000 Játékvezetők: Rutkovskis, Dzerve (lettek) |

| 2009. február 14. 20:00 | RK Gorenje | 35 – 24     | DKSE-Airport Debrecen | Velenje Nézőszám: 1000 Játékvezetők: Gousko, Repkin (fehéroroszok) |
| 2009. február 14. 20:00 | Rnić 8     | (22 – 12)   | Lókodi 11             | Velenje Nézőszám: 1000 Játékvezetők: Gousko, Repkin (fehéroroszok) |
| 2009. február 14. 20:00 | 5× 3×      | Jegyzőkönyv | 2× 2×                 | Velenje Nézőszám: 1000 Játékvezetők: Gousko, Repkin (fehéroroszok) |

| 2009. február 21. 17:00 | DKSE-Airport Debrecen | 26 – 26     | RK Gorenje | Debrecen Nézőszám: 900 Játékvezetők: Kouz, Zhoba (ukránok) |
| 2009. február 21. 17:00 | Gunya, Rédei 5        | (12 – 11)   | Rnić 7     | Debrecen Nézőszám: 900 Játékvezetők: Kouz, Zhoba (ukránok) |
| 2009. február 21. 17:00 | 5× 3×                 | Jegyzőkönyv | 4× 3×      | Debrecen Nézőszám: 900 Játékvezetők: Kouz, Zhoba (ukránok) |

| 2009. február 14. 14:00 | Bjerringbro-Silkeborg | 26 – 23     | TBV Lemgo  | Silkeborg Nézőszám: 1700 Játékvezetők: Yudchyts, Kot (fehéroroszok) |
| 2009. február 14. 14:00 | Dragičević 6          | (12 – 12)   | Kaufmann 5 | Silkeborg Nézőszám: 1700 Játékvezetők: Yudchyts, Kot (fehéroroszok) |
| 2009. február 14. 14:00 | 1× 3×                 | Jegyzőkönyv | 3×         | Silkeborg Nézőszám: 1700 Játékvezetők: Yudchyts, Kot (fehéroroszok) |

| 2009. február 18. 20:00 | TBV Lemgo | 28 – 25     | Bjerringbro-Silkeborg | Lemgo Nézőszám: 3500 Játékvezetők: Eliasson, Gudjonsson (izlandiak) |
| 2009. február 18. 20:00 | Mocsai 6  | (11 – 12)   | Dragičević 7          | Lemgo Nézőszám: 3500 Játékvezetők: Eliasson, Gudjonsson (izlandiak) |
| 2009. február 18. 20:00 | 1× 3×     | Jegyzőkönyv | 3× 3×                 | Lemgo Nézőszám: 3500 Játékvezetők: Eliasson, Gudjonsson (izlandiak) |

| 2009. február 15. 17:00 | US Ivry handball | 28 – 19     | US Creteil Handball | Ivry-sur-Seine Nézőszám: 1000 Játékvezetők: Andorka, Hucker (magyarok) |
| 2009. február 15. 17:00 | Hadjali 6        | (13 – 13)   | Arive 5             | Ivry-sur-Seine Nézőszám: 1000 Játékvezetők: Andorka, Hucker (magyarok) |
| 2009. február 15. 17:00 | 5× 2×            | Jegyzőkönyv | 3× 2×               | Ivry-sur-Seine Nézőszám: 1000 Játékvezetők: Andorka, Hucker (magyarok) |

| 2009. február 22. 16:00 | US Creteil Handball | 28 – 24     | US Ivry handball | Créteil Nézőszám: 2000 Játékvezetők: Ștark, Ștefan (románok) |
| 2009. február 22. 16:00 | Desgrolard 6        | (10 – 10)   | Marroux 7        | Créteil Nézőszám: 2000 Játékvezetők: Ștark, Ștefan (románok) |
| 2009. február 22. 16:00 | 2× 3× 1×            | Jegyzőkönyv | 4× 3×            | Créteil Nézőszám: 2000 Játékvezetők: Ștark, Ștefan (románok) |

| 2009. február 11. 19:30 | TSV St. Otmar St. Gallen | 35 – 27     | RD Merkur        | Sankt Gallen Nézőszám: 1200 Játékvezetők: Mazeika, Gatelis (litvánok) |
| 2009. február 11. 19:30 | Liniger 7                | (16 – 12)   | Dolinar, Repar 5 | Sankt Gallen Nézőszám: 1200 Játékvezetők: Mazeika, Gatelis (litvánok) |
| 2009. február 11. 19:30 | 1× 3×                    | Jegyzőkönyv | 5× 3×            | Sankt Gallen Nézőszám: 1200 Játékvezetők: Mazeika, Gatelis (litvánok) |

| 2009. február 21. 20:00 | RD Merkur                  | 23 – 27     | TSV St. Otmar St. Gallen | Škofja Loka Nézőszám: 700 Játékvezetők: Nikolovski, Kolevski (macedónok) |
| 2009. február 21. 20:00 | Dolenec, Jamnik, Muhovec 4 | (10 – 12)   | Engeler 7                | Škofja Loka Nézőszám: 700 Játékvezetők: Nikolovski, Kolevski (macedónok) |
| 2009. február 21. 20:00 | 3× 3×                      | Jegyzőkönyv | 2× 3×                    | Škofja Loka Nézőszám: 700 Játékvezetők: Nikolovski, Kolevski (macedónok) |

## Negyeddöntők

### Eredmények
| 1. csapat                | Össz. | 2. csapat               | 1. mérk. | 2. mérk. |
| ------------------------ | ----- | ----------------------- | -------- | -------- |
| RK Gorenje               | 52–50 | Bjerringbro-Silkeborg   | 27–26    | 25–24    |
| US Ivry handball         | 51–74 | VfL Gummersbach         | 27–33    | 24–41    |
| TSV St. Otmar St. Gallen | 60–56 | Zarja Kaspija Astrakhan | 35–31    | 25–25    |
| J.D. Arrate              | 52–58 | CAI BM. Aragon          | 27–30    | 25–28    |

| 2009. március 29. 17:30 | RK Velenje  | 27 – 26     | Bjerringbro-Silkeborg | Velenje Nézőszám: 800 Játékvezetők: Franco, Rodriguez (spanyolok) |
| 2009. március 29. 17:30 | Harmandić 7 | (12 – 14)   | Blečić 7              | Velenje Nézőszám: 800 Játékvezetők: Franco, Rodriguez (spanyolok) |
| 2009. március 29. 17:30 | 3× 3×       | Jegyzőkönyv | 4× 3×                 | Velenje Nézőszám: 800 Játékvezetők: Franco, Rodriguez (spanyolok) |

| 2009. április 4. 16:15 | Bjerringbro-Silkeborg | 24 – 25     | RK Velenje | Silkeborg Nézőszám: 1700 Játékvezetők: Herczeg, Südi (magyarok) |
| 2009. április 4. 16:15 | Back 7                | (14 – 12)   | Čupić 11   | Silkeborg Nézőszám: 1700 Játékvezetők: Herczeg, Südi (magyarok) |
| 2009. április 4. 16:15 | 2× 3×                 | Jegyzőkönyv | 4× 3×      | Silkeborg Nézőszám: 1700 Játékvezetők: Herczeg, Südi (magyarok) |

| 2009. március 29. 17:00 | US Ivry handball | 27 – 33     | VfL Gummersbach | Ivry-sur-Seine Nézőszám: 1500 Játékvezetők: Nikolovski, Kolevski (macedónok) |
| 2009. március 29. 17:00 | Dore 8           | (12 – 19)   | Ilić 12         | Ivry-sur-Seine Nézőszám: 1500 Játékvezetők: Nikolovski, Kolevski (macedónok) |
| 2009. március 29. 17:00 | 3× 3× 1×         | Jegyzőkönyv | 5× 3×           | Ivry-sur-Seine Nézőszám: 1500 Játékvezetők: Nikolovski, Kolevski (macedónok) |

| 2009. április 4. 15:00 | VfL Gummersbach | 41 – 24     | US Ivry handball | Gummersbach Nézőszám: 2000 Játékvezetők: Van der Helm, Wiebrands (hollandok) |
| 2009. április 4. 15:00 | Pfahl 7         | (21 – 10)   | Poulin 5         | Gummersbach Nézőszám: 2000 Játékvezetők: Van der Helm, Wiebrands (hollandok) |
| 2009. április 4. 15:00 | 2× 2×           | Jegyzőkönyv | 4× 3×            | Gummersbach Nézőszám: 2000 Játékvezetők: Van der Helm, Wiebrands (hollandok) |

| 2009. március 29. 18:00 | TSV St. Otmar St. Gallen | 35 – 31     | Zarja Kaspija Astrakhan | Sankt Gallen Nézőszám: 1700 Játékvezetők: Hansen, Pettersen (norvégok) |
| 2009. március 29. 18:00 | Usik 8                   | (15 – 18)   | Roubizov 5              | Sankt Gallen Nézőszám: 1700 Játékvezetők: Hansen, Pettersen (norvégok) |
| 2009. március 29. 18:00 | 3× 3×                    | Jegyzőkönyv | 6× 3× 1×                | Sankt Gallen Nézőszám: 1700 Játékvezetők: Hansen, Pettersen (norvégok) |

| 2009. április 5. 18:00 | Zarja Kaspija Astrakhan | 25 – 25     | TSV St. Otmar St. Gallen | Asztrahán Nézőszám: 1200 Játékvezetők: Pandzić, Satordzija (bosnyákok) |
| 2009. április 5. 18:00 | Orlov 7                 | (12 – 11)   | Friede 7                 | Asztrahán Nézőszám: 1200 Játékvezetők: Pandzić, Satordzija (bosnyákok) |
| 2009. április 5. 18:00 | 8× 3× 1×                | Jegyzőkönyv | 6× 3×                    | Asztrahán Nézőszám: 1200 Játékvezetők: Pandzić, Satordzija (bosnyákok) |

| 2009. március 28. 17:45 | J.D. Arrate  | 27 – 30     | CAI BM. Aragon | Eibar Nézőszám: 1500 Játékvezetők: Leifsson, Palsson (izlandiak) |
| 2009. március 28. 17:45 | Jurkiewicz 7 | (12 – 17)   | Zaki 11        | Eibar Nézőszám: 1500 Játékvezetők: Leifsson, Palsson (izlandiak) |
| 2009. március 28. 17:45 | 1× 3×        | Jegyzőkönyv | 4× 2×          | Eibar Nézőszám: 1500 Játékvezetők: Leifsson, Palsson (izlandiak) |

| 2009. április 4. 16:45 | CAI BM. Aragon | 28 – 25     | J.D. Arrate  | Zaragoza Nézőszám: 4500 Játékvezetők: Geipel, Helbig (németek) |
| 2009. április 4. 16:45 | Doder 8        | (15 – 14)   | Jurkiewicz 6 | Zaragoza Nézőszám: 4500 Játékvezetők: Geipel, Helbig (németek) |
| 2009. április 4. 16:45 | 3× 3×          | Jegyzőkönyv | 1× 3×        | Zaragoza Nézőszám: 4500 Játékvezetők: Geipel, Helbig (németek) |

## Elődöntők

### Eredmények
| 1. csapat       | Össz. | 2. csapat                | 1. mérk. | 2. mérk. |
| --------------- | ----- | ------------------------ | -------- | -------- |
| RK Gorenje      | 52–47 | TSV St. Otmar St. Gallen | 27–20    | 25–27    |
| VfL Gummersbach | 67–57 | CAI BM. Aragon           | 39–25    | 28–32    |

| 2009. április 25. 18:00 | RK Gorenje                                  | 27 – 20     | TSV St. Otmar St. Gallen | Velenje Nézőszám: 900 Játékvezetők: Fleisch, Rieber (németek) |
| 2009. április 25. 18:00 | Datukashvili, Golcar, Harmandić, Stefanić 4 | (15 – 10)   | Friede 8                 | Velenje Nézőszám: 900 Játékvezetők: Fleisch, Rieber (németek) |
| 2009. április 25. 18:00 | 6× 3×                                       | Jegyzőkönyv | 2× 3×                    | Velenje Nézőszám: 900 Játékvezetők: Fleisch, Rieber (németek) |

| 2009. május 3. 18:00 | TSV St. Otmar St. Gallen | 27 – 25     | RK Gorenje | Sankt Gallen Nézőszám: 1600 Játékvezetők: Hakansson, Nilsson (svédek) |
| 2009. május 3. 18:00 | Liniger 8                | (13 – 15)   | Rnić 8     | Sankt Gallen Nézőszám: 1600 Játékvezetők: Hakansson, Nilsson (svédek) |
| 2009. május 3. 18:00 | 1× 2×                    | Jegyzőkönyv | 5× 3×      | Sankt Gallen Nézőszám: 1600 Játékvezetők: Hakansson, Nilsson (svédek) |

| 2009. április 25. 15:00 | VfL Gummersbach      | 39 – 25     | CAI BM. Aragon      | Gummersbach Nézőszám: 1600 Játékvezetők: Eliasson, Gudjonsson (izlandiak) |
| 2009. április 25. 15:00 | Ilić, Lützelberger 9 | (16 – 11)   | Alvarez Fernendez 7 | Gummersbach Nézőszám: 1600 Játékvezetők: Eliasson, Gudjonsson (izlandiak) |
| 2009. április 25. 15:00 | 6× 3×                | Jegyzőkönyv | 4× 3×               | Gummersbach Nézőszám: 1600 Játékvezetők: Eliasson, Gudjonsson (izlandiak) |

| 2009. május 1. 17:30 | CAI BM. Aragon             | 32 – 28     | VfL Gummersbach | Zaragoza Nézőszám: 4000 Játékvezetők: Nybo, Poulsen (dánok) |
| 2009. május 1. 17:30 | Borges Dutura, Stanković 7 | (14 – 12)   | Ilić 8          | Zaragoza Nézőszám: 4000 Játékvezetők: Nybo, Poulsen (dánok) |
| 2009. május 1. 17:30 | 5× 3×                      | Jegyzőkönyv | 7× 3×           | Zaragoza Nézőszám: 4000 Játékvezetők: Nybo, Poulsen (dánok) |

## Döntő

### Eredmények
| 1. csapat  | Össz. | 2. csapat       | 1. mérk. | 2. mérk. |
| ---------- | ----- | --------------- | -------- | -------- |
| RK Gorenje | 50–55 | VfL Gummersbach | 28–29    | 22–26    |

| 2009. május 23. 15:30 | RK Gorenje   | 28 – 29     | VfL Gummersbach | Velenje Nézőszám: 1800 Játékvezetők: Horváth, Marton (magyarok) |
| 2009. május 23. 15:30 | Harmandić 11 | (11 – 13)   | Ilić 8          | Velenje Nézőszám: 1800 Játékvezetők: Horváth, Marton (magyarok) |
| 2009. május 23. 15:30 | 7× 3×        | Jegyzőkönyv | 4× 3×           | Velenje Nézőszám: 1800 Játékvezetők: Horváth, Marton (magyarok) |

| 2009. június 1. 18:30 | VfL Gummersbach | 26 – 22     | RK Gorenje         | Köln Nézőszám: 14400 Játékvezetők: Reisinger, Kaschütz (osztrákok) |
| 2009. június 1. 18:30 | Ilić, Zrnić 7   | (16 – 8)    | Bezjak, Dobelsek 5 | Köln Nézőszám: 14400 Játékvezetők: Reisinger, Kaschütz (osztrákok) |
| 2009. június 1. 18:30 | 3× 3×           | Jegyzőkönyv | 3× 3×              | Köln Nézőszám: 14400 Játékvezetők: Reisinger, Kaschütz (osztrákok) |

## Győztes
| A 2008–2009-es férfi kézilabda EHF-kupa győztese |
| ------------------------------------------------ |
| VfL Gummersbach 2. cím                           |